# Nassarius angulicostis
Nassarius angulicostis är en snäckart som först beskrevs av Henry Augustus Pilsbry och Lowe 1932.  Nassarius angulicostis ingår i släktet nätsnäckor, och familjen Nassariidae. Inga underarter finns listade i Catalogue of Life.

## Bildgalleri

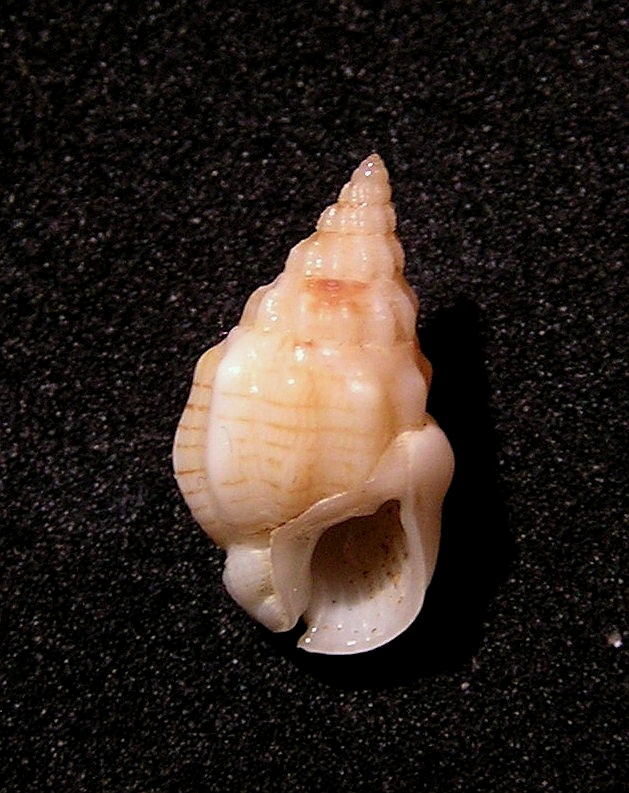
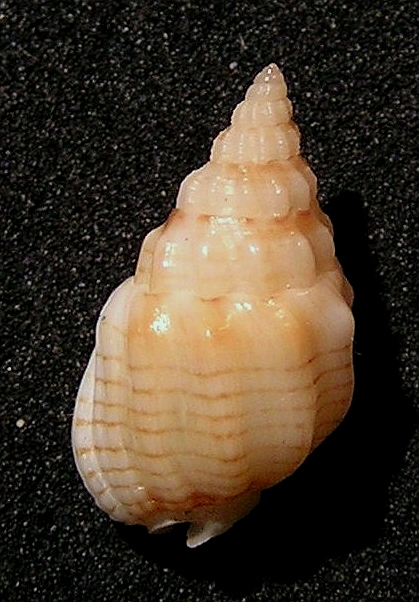